# Roger M. Savory
Roger M. Savory (nato Roger Mervyn Savory; Peterborough, 27 gennaio 1925 – 17 febbraio 2022) è stato un iranista e linguista britannico naturalizzato canadese.
Divenne Professor Emeritus nell'Università di Toronto  . Specialista della Persia in età safavide, i suoi numerosi scritti riguardano la politica, la storia militare, l'amministrazione, la burocrazia e la diplomazia di quella dinastia.

## Biografia
Si avvicinò agli studi sull'Iran tra il 1943 e il 1947.  Studiò nell'Università di Oxford sotto la guida di Hamilton Gibb, Joseph Schacht e Richard Walzer.
Nel 1950 divenne lecturer di Lingua persiana nella SOAS di Londra. Completò il suo Ph.D. sotto la guida di Ann Lambton e di Vladimir Minorsky nella stessa SOAS nel 1958.
Raggiunse quindi l'Università di Toronto in Canada e fu uno dei principali artefici della crescita di tale ateneo nel campo degli studi sul Medio Oriente iranico in America settentrionale.
Scrisse vari lemmi per la The Encyclopaedia of Islam (E. van Donzel, B. Lewis & Ch. Pellat, eds. New edition):

## Pubblicazioni principali

### Lemmi di enciclopedia
«ʿAbbās I»; «Alḳāṣ Mirzā»; «Asad Allāh Iṣfahānī»; «Ashraf»; «Asīr»; «Baghdād Khātūn»; «Bārūd. V. The Ṣafawids»; «Bast»; «Čūbānids»; «Djamãl al-Ḥusaynī»; «Djangalī»; «Djunayd»; «Farāḥābād»; «Gulistān»; «Ḥamza Mirẓā»; «Ḥasan-i Rūmlū»; «Irān: V – History: (b) Turkomans to Present Day»; «Īshīk-Āḳasī»; «Iskandar Beg al-Shahīr bi-Munshī»; «Abu'l/Ismāʿīl I (Muẓaffar)»; «Ismāʿīl II»; «Iʿtimād al-Dawla»;  «Ḳāsim-i Anwār»; «Khōī»; «Khurramābād»; «Khurramshahr»; «Khuzistān»; «Kinkiwar»; «Kizil-bāsh»; «Kur»; «Kūrči»; «Muḥammad Riḍā Shāh Pahlawī»; «Ṣafawids: I Dynastic, political and military history; II. Economic and commercial history; trade relations with Europe»; «Ṣafī al-Dīn Ardabīlī»; «Ṭahmāsp»; «Takkalū».
Per l'Encyclopædia Iranica (E. Yarshater ed., Londra, Routledge and Kegan Paul, 1985-2004) scrisse:
«ʿAbbās I»; «ʿAbbās II»; «ʿAbbās III»; «Aḥdāt, woǰūh-e»; «Ahmad Solṭān Afšār»; «ʿAlāʾ-al-Dawla Ḏu'l-Qadar»'; «Ãlam-ārā-ye ʿAbbāsī»; «ʿAlī Mīrzā»; «Khān ‘Alī Qolī Šāmlū»; «Amīr-al-Omarā»; «Č(ah)ār-Bāḡ-e Eṣfahān»; «Carpets: i. Introductory Survey»; «Čerāḡ Khān Zāhedī» «Courts and Courtiers: vi. In the Ṣafavid Period»; «Dāḡestānī, Fatḥ-ʿAlī Khān»; «Dīv Solṭān»; «Dīvānbegī. Ii. The Ṣafavid period»; «Dūrmeš Khān Šāmlū»; «Ebn Bazzāz»; «Emāmqolī Khān»; «Ešīk-āqāsī-bāši»; «Eskandar Beg Torkamān»; «Esmāʿīl I Ṣafawī»; «Ḥosayn Khān Šāmlū».

### Saggi
- Savory, R. M. & Wickens, G. M. (1964) Persia in Islamic Times: a Practical Bibliography of its History, Culture and Language, W. J. Watson (ed.), Montreal: Institute of Islamic Studies, McGill University.
- Savory, R. M. (ed.) (1976) Introduction to Islamic Civilisation, New York: Cambridge University Press. Reprint. (1980) “Students' edition,” New Delhi: Vikas.
- Eskandar Beg Monshi (1978) The History of Shaah ‘Abbās the Great (Tārīkh-e ‘Ālamārā-ye ‘Abbāsī), 2 vols., R.M. Savory (trans.), Persian Heritage Series no. 28, Boulder: Westview Press.
- Savory, R. M. (1980) Iran Under the Safavids, Cambridge: Cambridge University Press.
  - (1984) Īrān-e ‘Asr-e Ṣafavī, trans. A. Ṣabā, Tehran.
  - (1993) Īrān-e ‘Asr-e Ṣafavī, trans. K. ‘Azīzī, Tehran.
- Savory, R. M. (1980) The Persian Gulf States: a General Survey, C.E. Bosworth, R.M. Burrel, K.M. Mclachlan & R.M. Savory (eds.), general ed. A.J. Coltrell, Baltimore and London: Johns Hopkins University Press.
- Savory, R. M. & Agius, D. A. (eds.) (1984) Logos Islamikos: Studia Islamica in Honorem Georgii Michaelis Wickens, Papers in Mediaeval Studies no. 6, Toronto: Pontifical Institute of Mediaeval Studies.
- Savory, R. M. (1987) Studies on the History of Safavid Iraan, London: Variorum Reprints.